# KISS is my life.
「KISS is my life.」（キス イズ マイ ライフ）は、草彅剛と香取慎吾のユニット「SingTuyo」の楽曲。2018年4月30日にワーナーミュージック・ジャパンからiTunes Store、レコチョク、Amazon Music、Google Play Musicにて配信が開始された。

## SingTuyo
元SMAPの二人、草彅剛と香取慎吾によって結成された。2024年8月現在、「SingTuyo」の楽曲を2曲出している。
音楽活動意外にも、「ShinTsuyo POWER SPLASH」というラジオ番組もやっており、なお、2人でイベントに出たこともある。
2人はSMAP時代からの親友で36年に及ぶ付き合いがある。

## 解説
「新しい地図」発足後、初のユニットシングル。草彅剛と香取慎吾がユニット名「SingTuyo」として初の配信シングルである。二人から世の頑張る女性たちへ送る優しい応援歌となっている。
同年4月6日から放映開始した、キヤノンのミラーレスカメラ「EOS Kiss M」のTV-CMソング。TV-CMには、竹内結子、草彅剛の愛犬・クルミが出演している。クルミはこれでCMデビューを果たした。
作詞・作曲は香取がかねてからファンを公言している、ぼくのりりっくのぼうよみが担当。本作にあるラップパートは、香取を想像しながら作り上げたという。
2018年4月8日に、レコーディング風景を撮影したティザー・ムービーをYouTubeで公開した。同年5月4日には、ミュージック・ビデオが公開された。Apple Musicに24時間限定先行配信され、その後YouTubeに配信された。“キスマン”が様々なシチュエーションに合わせて日本中にキスをばらまき、二人が都内各所に点在するビルボード看板の中で熱唱するハートフルな内容となっている。ミュージックビデオには、作詞作曲を手かげたぼくのりりっくのぼうよみ、そして"キスマン"としてキャイ〜ンのウド鈴木が出演している。
オリコンランキングの2018年5月14日付週間デジタルシングル(単曲)ランキングでは、初登場1位を獲得した。

## 収録曲
1. KISS is my life. [4:43]
  - 作詞:ぼくのりりっくのぼうよみ, 作曲:ぼくのりりくのぼうよみ・ケンカイヨシ, 編曲:ケンカイヨシ
  - キヤノン ミラーレスカメラ「EOS Kiss M」TV-CMソング